# Viviennea flava
Viviennea flava är en fjärilsart som beskrevs av Rothschild 1935. Viviennea flava ingår i släktet Viviennea och familjen björnspinnare. Inga underarter finns listade i Catalogue of Life.